# Pseudomesochra minor
Pseudomesochra minor är en kräftdjursart som beskrevs av Becker 1974. Pseudomesochra minor ingår i släktet Pseudomesochra och familjen Pseudotachidiidae. Inga underarter finns listade i Catalogue of Life.